# 사회민주당 (1946년 대한민국)
사회민주당(社會民主黨)은 1946년 5월 여운홍의 주도로 조직된 중도파 정당이다. 
1945년 12월 모스크바3상회의 결정에 따른 한국신탁통치를 지지하고 나선 조선공산당을 비롯하여 여운형의 인민당의 정치노선을 반대하여, 여운형의 친동생 여운홍(呂運弘)은 제1차 미소공동위원회가 무기 휴회에 들어가자 1946년 5월 9일 중앙방송국을 통해 인민당을 비판하면서 인민당 탈당을 선언하였다. 여운홍은 94명의 간부와 연서한 정식 탈당서를 5월 11일 제출하고 신당조직에 착수했다.
1946년 5월 22일 여운홍, 최근우 등 104명이 모여 사회민주당을 결성했고, 8월 3일 중앙대표 73명, 지방대표 22명이 모여 발당식을 개최하였다.
사회민주당은 폭력혁명론을 주장하는 극단파와는 달리 사회민주주의 노선을 표방하였다. 당의 강령은, ① 완전독립과 민주주의국가건설, ② 계획경제확립과 균등생활, ③ 민족문화의 함양 등인데, 이는 여운형(呂運亨)이 이끌던 조선인민당(朝鮮人民黨)의 노선과 내용적으로는 거의 같았다.
1946년 8월부터 외국의 내정간섭 및 신탁통치를 반대하는 활동을 폈으며, 1947년 1월 중앙집행부를 경질하여, 총무에 최진, 허규, 여운홍, 기획실, 김제정, 재무국 이태완, 조직국에 강태연, 선전국장 장권, 조사국장 박영화, 훈교국장에 신화수 등을 선출하였다. 1947년 1월 김규식(金奎植)·여운형·안재홍(安在鴻)·홍명희(洪命熹)·조봉암(曺奉岩)·임원근(林元根) 등 주로 좌익인물들이 추진하던 ‘민족통일전선운동’에 가담하여 좌우합작위원회 개편체인 ‘민족독립전선’에서 활동하였다.
그 뒤 여운형 암살을 계기로 1947년 10월에 개편된 한국민족자주연맹(韓國民族自主聯盟)에 당대표인 여운홍이 조직국장으로 취임하여 김규식 등과 함께 신당조직운동을 펼치기도 하였다. 그러나 1949년 이후 대표책임자가 바뀌게 되면서 급속히 쇠퇴하였고, 1949년 10월 18일 등록 취소되었다 